# Stocking
Stocking è stato un comune austriaco nel distretto di Leibnitz, in Stiria. È stato soppresso il 31 dicembre 2014 e dal 1º gennaio 2015 il suo territorio è stato ripartito tra i comuni di Sankt Georgen an der Stiefing (frazioni di Hart bei Wildon e Grundstück) e di Wildon (frazione di Sukdull).
Il comune contava sei frazioni, Afram, Alla, Aug, Hart bei Wildon, Neudorf e Sukdull, e tre comuni catastali (Katastralgemeinden), Grundstück, Hart e Sukdull.